# Kanton Baugé-en-Anjou
Der Kanton Baugé-en-Anjou ist ein ehemaliger französischer Wahlkreis im Arrondissement Saumur, im Département Maine-et-Loire und in der Region Pays de la Loire; sein Hauptort war Baugé-en-Anjou.
Im Zuge der Umorganisation im Jahr 2015 wurde der Kanton aufgelöst und seine Gemeinden dem Kanton Beaufort-en-Vallée zugeteilt.
Einzige Gemeinde über 2000 Einwohner und wirtschaftliches und kulturelles Zentrum des gesamten Baugeois ist die Gemeinde Baugé-en-Anjou.
Der Kanton umfasste Wahlberechtigte aus folgenden zehn Gemeinden:
| Gemeinde                      | Einwohner Jahr | Fläche km² | Bevölkerungsdichte | Code INSEE | Code Postal |
| ----------------------------- | -------------- | ---------- | ------------------ | ---------- | ----------- |
| Baugé-en-Anjou                | 6288 (2014)    | 79,02      | 80 Einw./km²       | 49018      | 49150       |
| Bocé                          | 635 (2014)     | 16,01      | 40 Einw./km²       | 49031      | 49150       |
| Chartrené                     | 52 (2014)      | 3,79       | 21 Einw./km²       | 49079      | 49150       |
| Cheviré-le-Rouge              | 975 (2014)     | 35,96      | 27 Einw./km²       | 49097      | 49150       |
| Clefs-Val d’Anjou             | 1313 (2014)    | 53,57      | 25 Einw./km²       | 49101      | 49150       |
| Cuon                          | 601 (2014)     | 13,13      | 46 Einw./km²       | 49116      | 49150       |
| Échemiré                      | 557 (2014)     | 16,98      | 33 Einw./km²       | 49128      | 49150       |
| Fougeré                       | 787 (2014)     | 24,18      | 33 Einw./km²       | 49143      | 49150       |
| Le Guédeniau                  | 363 (2014)     | 18,1       | 20 Einw./km²       | 49157      | 49150       |
| Saint-Quentin-lès-Beaurepaire | 290 (2014)     | 7,51       | 39 Einw./km²       | 49315      | 49150       |

Zum 1. Januar 2013 wurde aus den Gemeinden Baugé, Montpollin, Pontigné, Saint-Martin-d’Arcé und Le Vieil-Baugé die Gemeinde Baugé-en-Anjou gebildet. Zum gleichen Zeitpunkt wurde aus den Gemeinden Clefs und Vaulandry die Gemeinde Clefs-Val d’Anjou gebildet.